# Thomas Hearns
Thomas Hearns (Memphis, 18 oktober 1958) is een Amerikaans voormalig bokser.
Hearns was bekend onder de bijnamen The Hitman en Motor City Cobra. Vanwege zijn lange en slanke lichaamsbouw kon hij boksen in verschillende gewichtsklassen. In 1988 werd hij de eerste bokser ooit die wereldkampioen werd in vijf verschillende gewichtsklassen; in het weltergewicht, lichtmiddengewicht, middengewicht, lichtzwaargewicht en supermiddengewicht. 
Vanwege zijn agressieve stijl en de vele prijzen die hij in de ring ontving, wordt hij beschouwd als een van de grootste boksers van zijn tijdperk. Hij was ook bekend om zijn spectaculaire wedstrijden tegen gevierde tegenstanders Sugar Ray Leonard en Marvin Hagler.